# Jana Puglierin

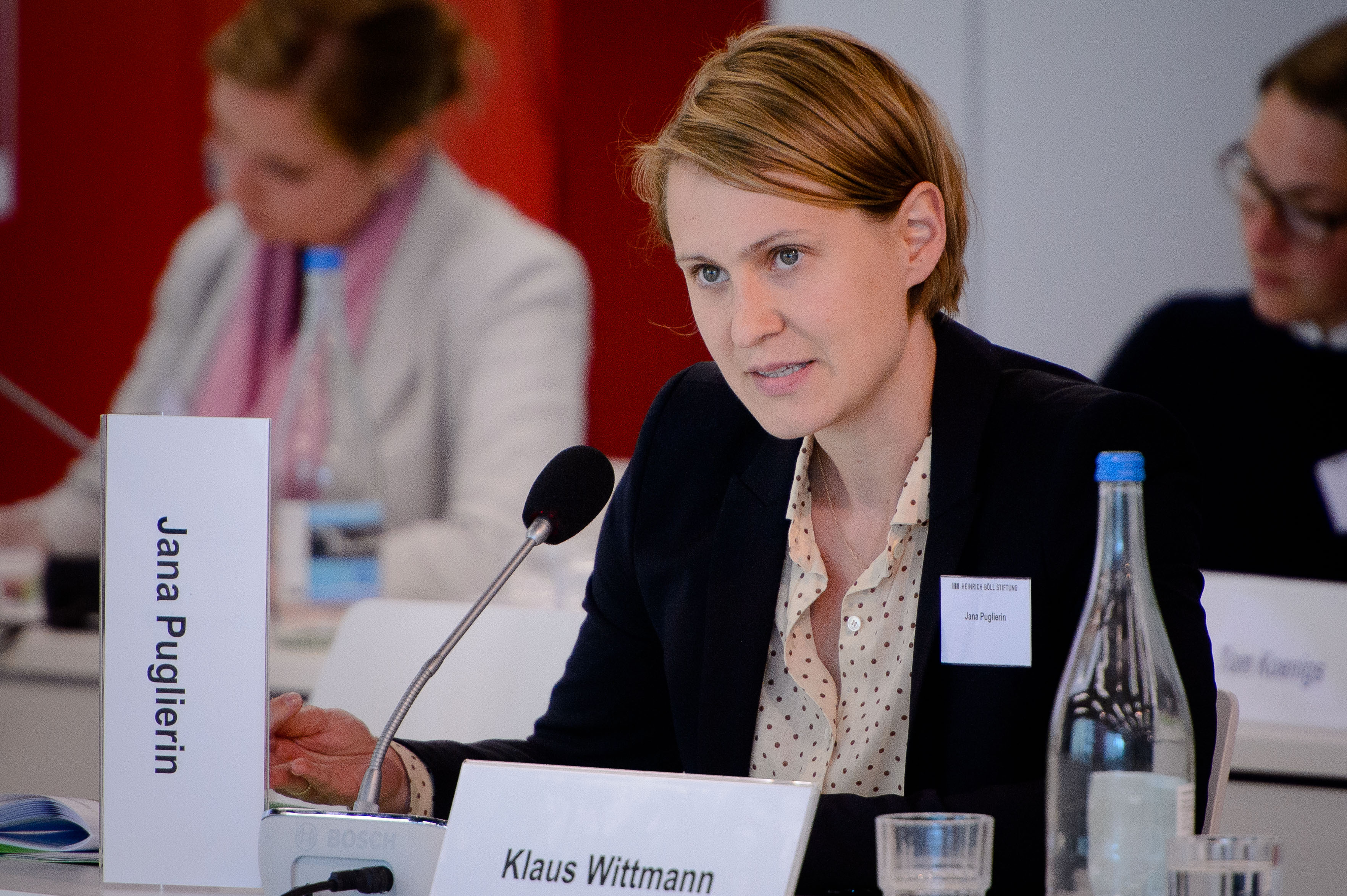
Jana Puglierin (2014)

Jana Puglierin (* 12. Mai 1978 in Siegen) ist eine deutsche Politikwissenschaftlerin mit den Schwerpunkten deutsche, europäische und globale Sicherheitsthemen, Verteidigung und Leiterin des Think-Tanks European Council on Foreign Relations (ECFR) in Berlin.

## Leben und Ausbildung
Puglierin legte das Abitur 1997 am Evangelischen Gymnasium in Siegen ab. Danach verbrachte sie ein Jahr in Paris, wo sie den Cours de la Langue et Civilisation française de la Sorbonne (Unterrichtsqualifikation für Französisch als Fremdsprache) absolvierte. Anschließend studierte sie von 1998 bis 2003 Politikwissenschaft, Öffentliches Recht und Soziologie an der Universität Bonn und erhielt ihren Masterabschluss mit Bestnote. Im Jahr 2002 verbrachte sie ein Semester an der Venice International University. Im Rahmen ihrer Promotion an der Universität Bonn beschäftigte sie sich von 2003 bis 2009 mit dem Leben und Denken des Politikwissenschaftlers John H. Herz und forschte u. a. auch in den Vereinigten Staaten. Von 2003 bis 2010 war sie wissenschaftliche Mitarbeiterin und Lehrbeauftragte am Lehrstuhl für Politikwissenschaft und Zeitgeschichte sowie im Studiengang Nordamerikastudien an der Universität Bonn. Im Sommer 2010 hatte sie einen Lehrauftrag an der Technischen Universität Chemnitz.

## Privates
Jana Puglierin ist verheiratet und hat zwei Söhne. Ihr Großvater mütterlicherseits war Soldat der Wehrmacht und geriet 1945 in Kriegsgefangenschaft. Er war in einem ländlichen Betrieb als Zwangsarbeiter beschäftigt und wurde von ihrer polnischen Großmutter gerettet, weil sie ihm Essen zugesteckt hatte. Puglierin engagiert sich aktiv für eine Kultur der Aussöhnung.

## Berufliches Wirken
Schwerpunkte von Puglierins Arbeit sind die deutsche und europäische Außen-, Sicherheits- und Verteidigungspolitik sowie die Rolle Deutschlands in Europa und die transatlantischen Beziehungen.
Jana Puglierin war von August 2010 bis März 2011 wissenschaftliche Mitarbeiterin in der DGAP im Programm "Berliner Forum Zukunft", das sich mit Sicherheit, Verteidigung und Luft- und Raumfahrt beschäftigte, und wirkte in diesem Rahmen als Associate bei der Stiftung Neue Verantwortung in Berlin. Danach arbeitete sie als parlamentarische Mitarbeiterin von Roderich Kiesewetter im Deutschen Bundestag für die Themen Außen- und Sicherheitspolitik, Abrüstung, Rüstungskontrolle und Nonproliferation in der CDU/CSU-Bundestagsfraktion. Nach ihrer Zeit im Bundestag kehrte sie von September 2013 bis Dezember 2015 als wissenschaftliche Mitarbeiterin in das "Berliner Forum Zukunft" zurück. Von 2007 bis 2016 war sie zudem Mitglied des Arbeitskreises junger Außenpolitiker der Konrad-Adenauer-Stiftung.
Von Dezember 2015 bis Dezember 2019 leitete Puglierin das Alfred von Oppenheim-Zentrum für europapolitische Studien bei der Deutschen Gesellschaft für Auswärtige Politik (DGAP). Im November 2017 war sie Visiting Fellow im American-German Situation Room, einer gemeinsamen Initiative des American Institute for Contemporary German Studies und des German Marshall Fund. Jana Puglierin ist derzeit Senior Policy Fellow beim European Council on Foreign Relations und seit Januar 2020 Leiterin des Berliner Büros. Sie leitet außerdem das ECFR-Projekt Re:Order, das neue Visionen der globalen Ordnung sowie das Zusammenspiel von wirtschaftlicher Macht und geopolitischem Einfluss erforscht.
Seit Juni 2022 ist sie Mitglied und stellvertretende Sprecherin des Beirats der Bundesakademie für Sicherheitspolitik. Außerdem ist sie Mitglied im Vorstand der Europäischen Bewegung Deutschland und im Vorstand der Deutschen Atlantischen Gesellschaft. Seit Januar 2023 ist sie Mitglied im Beirat für Zivile Krisenprävention und Friedensförderung der deutschen Bundesregierung.
Jana Puglierin ist insbesondere seit dem russischen Angriffskrieg gegen die Ukraine durch Medienauftritte präsent. U. a. publizierte und kommentierte sie regelmäßig in Medien wie Die Zeit, Tagesspiegel, NZZ, War on the Rocks, Internationale Politik und diversen Debatten, Podcasts, Talkshows und Print- und Radiointerviews. Im Wechsel mit Claudia Major und davor Wolfgang Ischinger verfasst sie eine monatliche Kolumne im Handelsblatt zu Geoeconomics.

## Publikationen
- Jana Puglierin/John H. Herz: Leben und Denken zwischen Idealismus und Realismus – Deutschland und Amerika, Berlin 2011.[12]
- Stefan Meister/Jana Puglierin: Perzeption und Instrumentalisierung: Russlands nicht-militärische Einflussnahme in Europa, Forschungsinstitut der Deutschen Gesellschaft für Auswärtige Politik e.V., Berlin 2015.[13]
- Jana Puglierin: "Wedding of Paradoxes" – John H. Herz’ liberaler Realismus zwischen Utopie und Realität. In: Christoph Rohde/Jodok Troy (Hrsg.): Macht, Recht, Demokratie, Baden-Baden 2015.[14]
- Jana Puglierin: Die „Ertüchtigungsinitiative“ der Bundesregierung – Was steckt dahinter?, Bundesakademie für Sicherheitspolitik 2016.[15]
- Claire Demesmay/Jana Puglierin/Julian Rappold: Deutschland als europäische Führungsmacht: Die Sicht aus Frankreich, Griechenland und Polen, Forschungsinstitut der Deutschen Gesellschaft für Auswärtige Politik e.V., Berlin 2017.[16]
- Julie Hamann/Milan Nič/Jana Puglierin: Shaking Up the 2019 European Election: Macron, Salvini, Orbán, and the Fate of the European Party System, Forschungsinstitut der Deutschen Gesellschaft für Auswärtige Politik e.V., Berlin 2019.[17]
- Jana Puglierin: Priorities for the EU’s New Foreign Policy Agenda up to 2024: Unleashing the Potential of the Common Foreign and Security Policy, SSOAR Berlin 2019.[18]
- Jana Puglierin: Europas größte Herausforderung: Wenn sich die EU ihrer Machtmittel stärker bewusst wird und mit einer Stimme spricht, kann sie auch ihr Umfeld gestalten. In: Internationale Politik/Deutsche Gesellschaft für Auswärtige Politik e. V., Bonn 2020.
- Claire Busse/Rafael Loss/Jana Puglierin/Pawel Zerka: The crisis that made the European Union: European cohesion in the age of covid, ECFR Policy Brief, Dezember 2020.[19]
- Susi Dennison/Jana Puglierin: Crisis of confidence: How Europeans see their place in the world, ECFR Policy Brief Juni 2021.[20]
- Mark Leonard/Jana Puglierin: How to prevent Germany from becoming Eurosceptic, ECFR Policy Brief Juni 2021.[21]
- Piotr Buras/Jana Puglierin: Beyond Merkelism: What Europeans expect of post-election Germany, ECFR Policy Brief September 2021.[22]
- Jana Puglierin: Der Strategische Kompass: Ein Fahrplan für die Europäische Union als sicherheitspolitische Akteurin, Bundesakademie für Sicherheitspolitik 2022.[23]
- Carlo Masala/Jana Puglierin: Europa in der neuen Welt(un)ordnung: Akademiegespräch im Bayerischen Landtag. Akademie für Politische Bildung 2023.[24]
- Jeremy Shapiro/Jana Puglierin: The art of vassalisation: How Russia’s war on Ukraine has transformed transatlantic relations, ECFR Policy Brief, April 2023.[25]

## Auszeichnungen
- 07/2008 und 07/2009: "Best Academic Teacher Award", Fachschaftsvertretung Politikwissenschaft Universität Bonn
- 2011: "Summa cum Laude" für ihre Doktorarbeit[12]
- April 2024: Top Europe 100 von Table.media als einflussreiche Think-Tankerin[26]